# AMD Am386

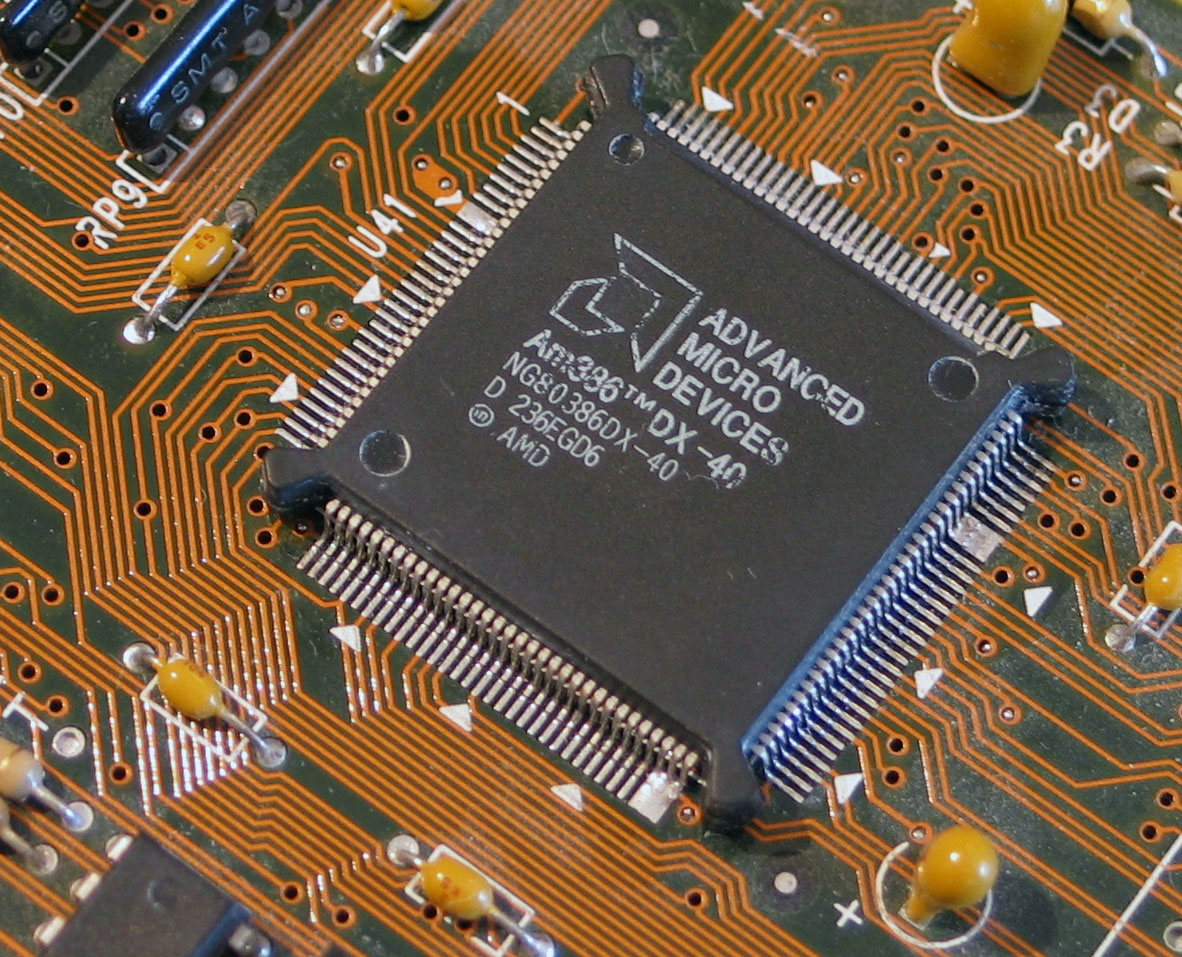
Procesor AMD Am386DX-40

Am386 – procesor produkowany przez firmę AMD od 1991, 100% kompatybilny klon intelowskiego i386. Sprzedano miliony egzemplarzy tego chipu i to właśnie od niego rozpoczęła się historia AMD jako głównego konkurenta Intela, do tej pory AMD było postrzegane wyłącznie jako firma produkująca procesory na zamówienie Intela.
Am386 był zaprojektowany i gotowy do produkcji już przed rokiem 1991, ale Intel rozpoczął proces sądowy z AMD o prawa do produkcji tego procesora. AMD wcześniej produkowało inne procesory dla Intela i według jego interpretacji umowa pokrywała wszystkie odmiany chipów, ale według Intela umowa mówiła wyłącznie o i286 i wcześniejszych projektach. Po trwającej kilka lat sprawie, AMD w końcu wygrało i uzyskało prawo sprzedaży Am386, co doprowadziło do większej konkurencji na rynku procesorów i obniżenia cen.
386 produkowane przez Intel były taktowane zegarem 33 MHz, ale AMD zdołało zaprojektować i zbudować chipy o prędkości 40 MHz (w odmianach DX i SX), przedłużając w ten sposób długość użytecznego życia tej architektury. AMD 386DX-40 był bardzo popularny wśród małych producentów komputerów i hobbystów z powodu swoich wysokich osiągów, w większości testów okazywał się on szybszy od i486SX-25, a był przy tym znacznie tańszy. W niektórych zastosowaniach był nawet szybszy od 486DX-33. Dodatkowo jego moc obliczeniowa mogła być zwiększona poprzez dodanie niedrogiego koprocesora matematycznego 387DX, ale nawet po dodaniu tego chipu Am386 był wolniejszy w obliczeniach zmiennoprzecinkowych od 486DX, co oznaczało, że nie nadawał się on raczej jako procesor do gier trójwymiarowych.